# Golf en Chile
El golf en Chile es un deporte practicado mayormente en las áreas urbanas acomodadas. Su organización está a cargo de la Federación Chilena de Golf, creada en 1932, afiliada a El Real y Antiguo desde 1948, a la Federación Internacional y fue una de las fundadoras de la Federación Sudamericana en 1954. Su principal torneo es el Abierto de Chile del Circuito de la PGA Latinoamérica, realizado en la capital Santiago. Los clubes y campos destacados son el Granadilla, el Los Leones, el Mapocho, el Príncipe de Gales y el San Cristóbal. Los golfistas de élite mundial han sido Nicole Perrot (#15) y Joaquín Niemann (#15). Los principales entrenadores han sido Hugo Contreras y Eduardo Miquel. El equipo chileno masculino ha ganado siete títulos de la Copa Los Andes: en 1944, 1946, 1971, 1979, 1986, 1999 y 2012; mientras que el femenino, cuatro: en 1954, 1956, 2001 y 2010.

## Historia

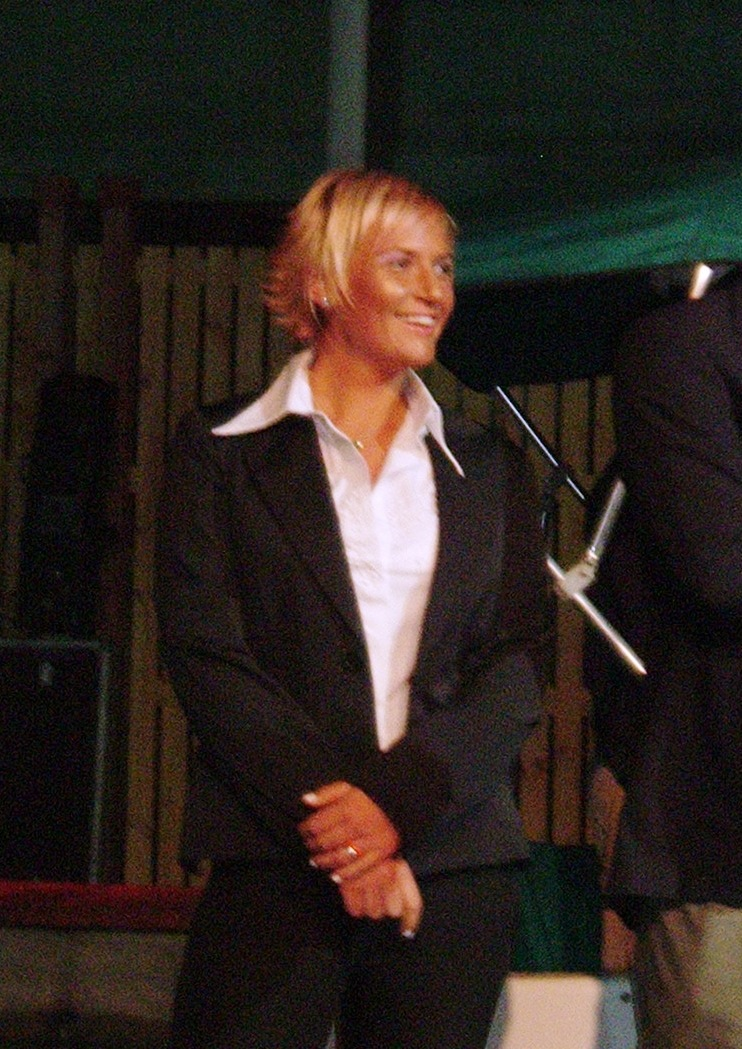
Nicole Perrot.

En el siglo XX sobresalieron los golfistas Sara García, Enrique Orellana, Guillermo Encina y Roy Mackenzie; mientras que en el siglo XXI, Nicole Perrot, Felipe Aguilar, Mark Tullo, Paz Echeverría, Benjamín Alvarado, Mito Pereira y Joaquín Niemann, el más destacado del país en la historia según los especialistas internacionales. En 1932 fue instaurada la Asociación de Golf de Chile —la antecesora de la federación nacional, establecida el 25 de mayo de 1948—, la cual creó la Copa Los Andes en 1944, el campeonato sudamericano de golf a nivel de naciones y adulto. En 1962 fue registrado el «cóndor» en Estados Unidos, hoyo de puntuación cuatro bajo par —el «emboque más valioso del golf»—, bautizado como el «ave representativa de Chile» por su tamaño. El 29 de octubre de 1969 surgió la Asociación de Jugadores Profesionales de Golf de Chile. Entre 2012 y 2015 fue desarrollado el torneo Clásico de Chile, perteneciente al Circuito Web.com de la segunda división mundial.
En 1954 Chile debutó en la Copa Mundial de Golf, fundada en 1953. En 1964 Orellana fue la primera persona chilena en participar en un Torneo Mayor —en el Torneo de Maestros de Augusta— y en 1991 Mackenzie, en el Circuito Europeo de la PGA, así como en aparecer en la Clasificación Mundial en 1992, instaurada en 1986. En 2005 Perrot fue la primera persona nacional en pasar el corte y jugar los cuatro Torneos Mayores, así como en competir y obtener algún título en el Circuito de la LPGA —en el Desafío de las Drogas Duraderas—; en 2009 Aguilar, en pasar el corte de un certamen del Circuito de la PGA —en el Abierto de Puerto Rico— y en 2018 Niemann, de un Torneo Mayor —en el Campeonato de la PGA—.
Aguilar fue el primer local en ser campeón en el Circuito Europeo —en el Abierto de Indonesia de 2008— y Niemann, en finalizar entre los diez primeros en un certamen del Circuito de la PGA —en el Abierto de Valero Texas de 2018—, en liderar alguna ronda —en el Torneo Conmemorativo de 2018—, en jugar los cuatro Torneos Mayores —en 2019—, así como en conseguir un trofeo —en el Un Homenaje Militar en La Zarzaverde de 2020—. Niemann registró el tiro de salida «swing elástico» en los años 2010, el emboque «hoyo improbable» en The CJ Cup de 2021 y el «tiro desde el agua» en el LIV Golf Jeddah de 2023.

## Mejor participación en los Torneos Mayores
- Nota: Los jugadores representaban a Chile durante el torneo. Corresponden a resultados de Joaquín Niemann, Mito Pereira y Nicole Perrot. Los números indican el puesto final y la E significa empate entre competidores. Actualizado hasta mayo de 2022.

| Categoría | Torneo de Maestros de Augusta | Campeonato de la PGA | Abierto de Estados Unidos | Abierto Británico |
| --------- | ----------------------------- | -------------------- | ------------------------- | ----------------- |
| Masculina | E35 (2022)                    | E3 (2022)            | E23 (2020)                | E53 (2022)        |

| Categoría | Campeonato de la Chevron | Campeonato de la LPGA | Abierto de Estados Unidos Femenino | Abierto Británico Femenino |
| --------- | ------------------------ | --------------------- | ---------------------------------- | -------------------------- |
| Femenina  | E60 (2007)               | E39 (2006)            | E23 (2005)                         | E22 (2005)                 |

## Visitas ilustres
De los golfistas extranjeros que han visitado Chile, son listados los que han ganado algún Torneo Mayor y el o los años que hayan jugado al menos un encuentro en el país.
| Jugador            | Motivo     | Año(s)    |
| ------------------ | ---------- | --------- |
| Walter Hagen       | Exhibición | 1930      |
| Gene Sarazen       | Exhibición | 1934      |
| Jimmy Demaret      | Exhibición | 1941      |
| Sam Snead          | Exhibición | 1941      |
| Bobby Jones        | Exhibición | 1945      |
| Bob Rosburg        | Exhibición | 1962      |
| Roberto De Vicenzo | Exhibición | 1962 1970 |

| Jugador       | Motivo                      | Año(s)    |
| ------------- | --------------------------- | --------- |
| George Archer | Exhibición                  | 1970      |
| Jack Nicklaus | Exhibición                  | 1970      |
| Gary Player   | Exhibición                  | 1980      |
| Sergio García | Trofeo Eisenhower           | 1998      |
| Ángel Cabrera | Exhibición Abierto de Chile | 2015 2018 |